# Szabó-kúria (Kiskunfélegyháza)

A kiskunfélegyházi Szabó-kúria (Szabó János-féle kúria, Tarjányi-kúria) népi klasszicista műemlék a Szent János tér 4. szám alatt.
A Szabó család építette a 19. század első felében. Az Alföldön elterjedt mezővárosi kisnemesi kúriák sorához az utcafronti szárnyban kéttraktusos, az udvari szárnyban egy traktusos L alakú alaprajza kapcsolja, továbbá szép tornáca, amelyet 10 darab dorizáló, sima testű oszlop tart. Az épületet többször átépítették, régi fotókon még látható az egykori kapun a családi címer. Az épület ma önkormányzati tulajdonban van, a TEMI Szakmaközi Művelődési Otthon működik benne. Kiállításokat, kulturális és hagyományőrző rendezvényeket, vásárokat, bemutatókat tartanak benne, emellett kluboknak, köröknek is otthont ad. Egykor itt kapott helyet a Holló László Képzőművész Kör is.